# Іван Рило
«Іван Рило» — оповідання, політична казка Леся Мартовича.

## Історія написання
Написана на початку 1895 р., коли Мартович працював у Коломиї в адвокатській канцелярії й брав безпосередню участь у виданні газети «Хлібороб». Казка написана у часі наближення виборів до галицького сейму, тому у ній висміяно хрунів — тих несвідомих селян, які продавалися панам, прислужували їм, зраджуючи інтереси свого народу. Ідейним спрямуванням на викриття підступності, запроданства й зради народних інтересів та художніми сатиричними засобами казка «Іван Рило» Мартовича близька до сатиричної казки Івана Франка «Свиня» (1890). Головний персонаж Мартовичевого твору перевертень Іван Рило, що може перекидатися в будь-яку тварину, нагадує також персонажа із чехівського «Хамелеона»

## Історія видань
Казка «Іван Рило» надрукована у «Хліборобі» в № 4 — 9 в 1895 р. під криптонімом «Л. М.», а потім включена до збірки «Хитрий Панько і інші оповідання» (1903).